# Международен ден на Вишеград
Международният ден на Вишеград се чества всяка година на 15 февруари по инициатива на Международния вишеградски фонд и обществените медии на страните членки на Вишеградската група (Полската телевизия, Полското радио, Чешката телевизия, Чешкото радио, Словашкото радио и телевизия, както и унгарския Media Service Support and Asset Management Fund – MTVA). Денят е установен със споразумението за сътрудничество между обществените медии на страните членки на Вишеградската група, подписано на 18 юни 2015 година.
На тази дата се отбелязва годишнината от подписването на учредителния договор, сключен на 15 февруари 1991 година в замъка в унгарския град Вишеград. Подписват го премиерът на Унгария и президентите на Полша и Чехословакия. Целта на празника е да са подчертае както значението на историческите връзки между обществата и институциите в Полша, Чехия, Словакия и Унгария, така и днешното сътрудничество между държавите. Медиите на страните от вишеградската четворка отбелязват този ден като излъчват предавания, свързани със сътрудничеството между тези държави.
Празникът за първи път е честван на 15 февруари 2016 година, по случай 25-годишнината от срещата във Вишеград.